# Ellen Christoffersen
Ellen Schärfe Christoffersen (geb. Kristensen; * 17. März 1972 in Ikerasak) ist eine grönländische Politikerin (Atassut).

## Leben
Ellen Kristensen wurde 1972 als uneheliche Tochter des Lehrers Knud Schärfe und Birgithe Kristensen († 1989) geboren.
Sie schloss 1988 die Folkeskole ab. Von 1993 bis 1996 absolvierte sie eine Handels- und Büroausbildung. Sie war Vorsitzende der Jugendorganisation der Atassut. 1997 wurde sie in den Rat der Gemeinde Nuuk gewählt. 1998 trat sie im Alter von 25 Jahren bei der Folketingswahl an und gewann, wobei sie Otto Steenholdt verdrängte, der seit 1977 im Folketing gesessen hatte. Bei der Folketingswahl 2001 trat sie erneut an, allerdings verlor die Atassut ihren Platz. Anschließend kandidierte sie bei der Parlamentswahl 2002 und konnte ins Inatsisartut einziehen. Bei der Wahl 2005 wurde sie wiedergewählt. Bei der Folketingswahl 2005 und 2007 konnte sie sich nicht durchsetzen. Anfang 2008 trat sie von ihrem Parlamentssitz zurück und verließ die Politik aus persönlichen Gründen.